# GLOMR
GLOMR (Global Low Orbiting Message Relay, auch GLOMAR) war ein von der DARPA entwickelter Militärsatellit, um die Fähigkeit von entfernten Boden-Sensoren Daten auszulesen, zu speichern und weiterzuleiten zu demonstrieren.

## Aufbau
Der Satellit ist ein 62-seitiger 60 cm großer und 52 kg schwerer Polyeder ohne Stabilisierung. Bestandteile sind Sender, Empfänger, Batterien und ein dazugehöriges Batteriemanagementsystem. Gesteuert wurde der Satellit über zwei CMOS-Mikroprozessoren. Während einer die Kommunikation übernahm, war der andere für die Telemetrie, Termine und Befehle zuständig. Die Energieversorgung war über an der Satellitenhülle befestigte Solarzellen gesichert.

## Geschichte
GLOMR startete am 29. April 1985 mit Space Shuttle Challenger im Rahmen der STS-51-B-Mission. Aufgrund eines Batterieproblems wurde der Satellit aber während der Mission nicht ausgesetzt und wieder zur Erde mitgenommen. Die am 30. Oktober 1985 ebenfalls mit der Challenger gestartete Mission STS-61-A setzte den Satelliten dann erfolgreich im Orbit aus. Nach 14 Monaten verglühte der Satellit am 26. Dezember 1986 beim Wiedereintritt in die Erdatmosphäre. Die Kosten der gesamten Mission lagen unter einer Million Dollar. Eine Weiterentwicklung der Sonde startete unter der Bezeichnung SECS am 5. April 1990.